# Liste des ducs français éteints
 (juillet 2024).
Si vous disposez d'ouvrages ou d'articles de référence ou si vous connaissez des sites web de qualité traitant du thème abordé ici, merci de compléter l'article en donnant les références utiles à sa vérifiabilité et en les liant à la section « Notes et références ».
Cette liste des ducs français éteints recense les titres de duc héréditaires authentiques et réguliers créés ou reconnus en France, et transmis de façon régulière en ligne naturelle et légitime et par ordre de primogéniture à partir du premier bénéficiaire et éteints de nos jours.
Ne sont pas compris dans cette liste de titres réguliers :
- Les titres de duc subsistants par descendance en ligne masculine et légitime et par ordre de primogéniture du premier bénéficiaire.
- Les titres de duc accordés à des Français par des souverains étrangers ou pontificaux mais non reconnus en France.
- Les titres de duc dont les lettres patentes n'ont pas été scellées ou retirées, ou dont le majorat nécessaire n'a pas été constitué et ne peuvent donc être considérés comme réguliers.

## Présentation de la liste
Les titres sont classés par ordre alphabétique, avec pour chaque titre :
- la date d'extinction du titre
- La famille bénéficiaire du titre et sa région d'origine
- les armes de la famille bénéficiaire du titre
- Le dernier titulaire du titre (descendant en ligne masculine et légitime et par ordre de primogéniture du premier bénéficiaire).

Ne sont pas indiqués ici les autres titres éventuellement portés par les titulaires.
La numérotation pour chaque titulaire démarre au premier bénéficiaire du titre éteint, et non à partir de la création d'une première titulature ducale éteinte et recréée ensuite (se reporter à la numérotation adoptée par le "Dictionnaire de la Noblesse Française" (1975-1977)).

Couronne de duc et pair
Couronne de duc
Toque de duc de l'Empire

## Titres réguliers royaux éteints
Cette liste présente 16 titres réguliers éteints depuis 1700.
| Titre ducal       | Année d'extinction | Famille (région d'origine)     | Blason | Dernier titulaire                                                                |
| ----------------- | ------------------ | ------------------------------ | ------ | -------------------------------------------------------------------------------- |
| d'Estouville      | 16 juin 1707       | d'Orléans-Longueville (France) |        | Marie d'Orléans-Longueville, 4e duchesse d'Estouville décédée le 16 juin 1707    |
| de Vendôme        | 11 juin 1712       | de Bourbon-Vendôme (France)    |        | Louis Joseph de Bourbon-Vendôme, 6e duc d'Étampes décédé le 11 juin 1712         |
| d'Étampes         | 24 janvier 1727    | de Bourbon-Vendôme (France)    |        | Philippe de Bourbon-Vendôme, 4e duc de Vendôme décédé le 24 janvier 1727         |
| de Louvois        | 27 février 1800    | de Bourbon (France)            |        | Adélaïde de Bourbon, 3e duchesse de Louvois décédée le 27 février 1800           |
| de Mercœur        | 13 mars 1814       | de Bourbon-Conti (France)      |        | Louis de Bourbon-Conti, 3e duc de Mercœur décédé le 13 mars 1814                 |
| d'Amboise         | 23 juin 1821       | de Bourbon (France)            |        | Marie-Adélaïde de Bourbon, 3e duchesse d'Amboise décédée le 23 juin 1821         |
| de Châteauvillain | 23 juin 1821       | de Bourbon (France)            |        | Marie-Adélaïde de Bourbon, 3e duchesse de Châteauvillain décédée le 23 juin 1821 |
| de Gisors         | 23 juin 1821       | de Bourbon (France)            |        | Marie-Adélaïde de Bourbon, 5e duchesse de Gisors décédée le 23 juin 1821         |
| de Brunoy         | 16 septembre 1824  | de Bourbon (France)            |        | Louis-Stanislas de Bourbon, 1er duc de Brunoy décédé le 16 septembre 1824        |
| de Bourbon        | 27 août 1830       | de Bourbon-Condé (France)      |        | Louis VI de Bourbon-Condé, 34e duc de Bourbon décédée le 27 août 1830            |
| d'Enghien         | 27 août 1830       | de Bourbon-Condé (France)      |        | Louis VI de Bourbon-Condé, 9e duc d'Enghien décédée le 27 août 1830              |
| de Bordeaux       | 24 août 1883       | de Bourbon (France)            |        | Henri de Bourbon, 1er duc de Bordeaux décédé le 24 août 1883                     |
| de Montpensier    | 4 février 1890     | d'Orléans (France)             |        | Antoine d'Orléans, 13e duc de Montpensier décédé le 4 février 1890               |
| d'Aumale          | 7 mai 1897         | d'Orléans (France)             |        | Henri d'Orléans, 14e duc d'Aumale décédé le 7 mai 1897                           |
| de Chartres       | 5 décembre 1910    | d'Orléans (France)             |        | Robert d'Orléans, 11e duc de Chartres décédé le 5 décembre 1910                  |
| de Penthièvre     | 17 juillet 1919    | d'Orléans (France)             |        | Pierre d'Orléans, 4e duc de Penthièvre décédée le 17 juillet 1919                |

## Titres réguliers éteints auXVIIIesiècle
Cette liste présente 43 titres réguliers éteints depuis 1700.
| Titre ducal            | Année d'extinction | Famille (région d'origine)                     | Blason | Dernier titulaire                                                                                 |
| ---------------------- | ------------------ | ---------------------------------------------- | ------ | ------------------------------------------------------------------------------------------------- |
| de La Ferté-Senneterre | 1er août 1703      | de Saint-Nectaire (Auvergne)                   |        | Henri-François de Saint-Nectaire, 2e duc de La Ferté-Senneterre décédé le 27 février 1703         |
| de Choiseul            | 12 avril 1705      | de Choiseul (Champagne)                        |        | César de Choiseul du Plessis-Praslin, 3e duc de Choiseul décédé le 12 avril 1705                  |
| de Lesdiguières        | 5 août 1711        | de Créquy (Artois)                             |        | Alphonse de Créquy, 6e duc de Lesdiguières décédé le 5 août 1711                                  |
| de Lauzun              | 19 novembre 1723   | de Caumont (Gascogne)                          |        | Antonin de Caumont, 1er duc de Lanzun décédé le 19 novembre 1723                                  |
| de Joyeuse             | 31 juillet 1724    | de Melun (Île-de-France)                       |        | Louis II de Melun, 13e duc de Joyeuse décédé le 31 juillet 1724                                   |
| de Roannais            | 29 janvier 1725    | d'Aubusson (Marche)                            |        | Louis d'Aubusson de La Feuillade, 7e duc de Roannais décédé le 29 janvier 1725                    |
| de Coislin             | 28 novembre 1732   | du Cambout de Coislin (Bretagne)               |        | Henri-Charles du Cambout de Coislin, 3e duc de Coislin décédé le 28 novembre 1732                 |
| de Noirmoutier         | 18 juin 1733       | de La Trémoille (Poitou)                       |        | Antoine de La Trémoille, 2e duc de Noirmoutier décédé le 18 juin 1733                             |
| de Lévis               | 9 mai 1734         | de Lévis (Île-de-France)                       |        | Charles-Eugène de Lévis, 1er duc de Lévis décédé le 9 mai 1734                                    |
| d'Estrées              | 27 décembre 1737   | d'Estrées (Boulonnais)                         |        | Victor d'Estrées, 5e duc d'Estrées décédé le 27 décembre 1737                                     |
| de Roquelaure          | 6 mai 1738         | de Roquelaure (Guyenne)                        |        | Antoine-Gaston de Roquelaure, 2e duc de Roquelaure décédé le 6 mai 1738                           |
| d'Anville              | 28 septembre 1746  | de La Rochefoucauld (Angoumois)                |        | Jean-Baptiste de La Rochefoucauld, 1er duc d'Anville décédé le 28 septembre 1746                  |
| de Boufflers           | 4 septembre 1751   | de Boufflers (Picardie)                        |        | Charles-Joseph de Boufflers, 3e duc de Boufflers décédé le 4 septembre 1751                       |
| d'Humières             | 7 novembre 1751    | d'Aumont (Picardie)                            |        | Louis-François d'Aumont, 2e duc d'Humières décédé le 7 novembre 1751                              |
| de Saint-Simon         | 2 mars 1755        | de Rouvroy de Saint-Simon (Picardie)           |        | Louis de Rouvroy de Saint-Simon, 2e duc de Saint-Simon décédé le 2 mars 1755                      |
| d'Hostun               | 9 septembre 1755   | d'Hostun (Dauphiné)                            |        | Joseph-Marie d'Hostun, 2e duc d'Hostun décédé le 9 septembre 1755                                 |
| d'Antin                | 14 septembre 1757  | de Pardaillan de Gondrin (Gascogne)            |        | Louis de Pardaillan de Gondrin, 3e duc d'Antin décédé le 14 septembre 1757                        |
| de Mirepoix            | 24 septembre 1757  | de Lévis-Mirepoix (Île-de-France)              |        | Gaston Pierre de Lévis-Mirepoix, 1er duc de Mirepoix décédé le 24 septembre 1757                  |
| de Châtillon           | 15 novembre 1762   | de Châtillon (Champagne)                       |        | Louis de Châtillon, 2e duc de Châtillon décédé le 15 novembre 1762                                |
| de Villars             | 27 avril 1770      | de Villars (Lyonnais)                          |        | Honoré-Armand de Villars, 2e duc décédé le 27 avril 1770                                          |
| d'Estrées              | 2 janvier 1771     | Le Tellier (Paris)                             |        | Louis-Charles Le Tellier, 1er duc d'Estrées décédé le 2 janvier 1771                              |
| de Rochechouart        | 30 juillet 1771    | de Rochechouart de Mortemart (Limousin)        |        | Jean-Victor de Rochechouart de Mortemart, 1er duc de Rochechouart décédé le 30 juillet 1771       |
| de Randan              | 6 juin 1773        | de Durfort de Lorges (Guyenne)                 |        | Guy-Michel de Durfort de Lorges, 4e duc de Randan décédé le 6 février 1773                        |
| de Lorges              | 10 décembre 1775   | de Durfort de Lorges (Guyenne)                 |        | Guy de Durfort de Lorges, 2e duc de Lorges décédé le 10 décembre 1775                             |
| de La Vrillière        | 27 février 1777    | Phélypeaux (Orléanais)                         |        | Louis III Phélypeaux de La Vrillière, 1er duc de La Vrillière décédé le 27 février 1777           |
| de La Vallière         | 16 novembre 1780   | de La Baume Le Blanc de La Vallière (Touraine) |        | Louis-César de La Baume Le Blanc de La Vallière, 4e duc de La Vallière décédé le 16 novembre 1780 |
| de Bouteville          | 26 mars 1785       | de Montmorency (Île-de-France)                 |        | Charles de Montmorency-Luxembourg, 1er duc de Bouteville décédé le 26 mars 1785                   |
| d'Amboise              | 8 mai 1785         | de Choiseul-Beaupré (Champagne)                |        | Étienne-François de Choiseul, 1er duc d'Amboise décédé le 8 mai 1785                              |
| de Stainville          | 8 mai 1785         | de Choiseul-Beaupré (Champagne)                |        | Étienne-François de Choiseul, 1er duc de Stainville décédé le 8 mai 1785                          |
| de Civrac              | 8 avril 1787       | de Durfort-Civrac (Guyenne)                    |        | Joseph de Durfort-Civrac, 1er duc de Civrac décédé le 8 avril 1787                                |
| de Rohan-Rohan         | 1er juillet 1787   | de Rohan-Soubise (Bretagne)                    |        | Charles de Rohan-Soubise, 2e duc de Rohan-Rohan décédé le 1er juillet 1787                        |
| de Ventadour           | 1er juillet 1787   | de Rohan-Soubise (Bretagne)                    |        | Charles de Rohan-Soubise, 6e duc de Ventadour décédé le 1er juillet 1787                          |
| de Choiseul-Stainville | 2 juin 1789        | de Choiseul (Champagne)                        |        | Jacques de Choiseul-Stainville, 1er duc de Choiseul-Stainville décédé le 2 juin 1789              |
| de Biron               | 31 décembre 1793   | de Gontaut-Biron (Périgord)                    |        | Armand-Louis de Gontaut Biron, 8e duc de Biron décédé le 31 décembre 1793                         |
| de Lauzun              | 31 décembre 1793   | de Gontaut-Biron (Périgord)                    |        | Armand-Louis de Gontaut Biron, 1er duc de Lauzun décédé le 31 décembre 1793                       |
| d'Alincourt            | 28 avril 1794      | de Neufville de Villeroy (Lorraine)            |        | Gabriel de Neufville de Villeroy, 2e duc d'Alincourt décédé le 28 avril 1794                      |
| de Beaupréau           | 28 avril 1794      | de Neufville de Villeroy (Lorraine)            |        | Gabriel de Neufville de Villeroy, 8e duc de Beaupréau décédé le 28 avril 1794                     |
| de Villeroy            | 28 avril 1794      | de Neufville de Villeroy (Lorraine)            |        | Gabriel de Neufville de Villeroy, 5e duc de Villeroy décédé le 28 avril 1794                      |
| de Gesvres             | 7 juillet 1794     | Potier de Gesvres (Paris)                      |        | Louis Potier de Gesvres, 5e duc de Gesvres décédé le 7 juillet 1794                               |
| de Beuvron             | 10 mars 1797       | d'Harcourt (Normandie)                         |        | Anne-François d'Harcourt, 1er duc de Beuvron décédé le 10 mars 1797                               |
| de Nevers              | 25 février 1798    | Mancini-Mazarini (États pontificaux)           |        | Louis-Jules Mancini-Mazarini, 10e duc de Nevers décédé le 25 février 1798                         |
| de Gontaut             | 25 octobre 1798    | de Gontaut-Biron (Périgord)                    |        | Charles-Antoine de Gontaut-Biron, 1er duc de Gontaut décédé le 25 octobre 1798                    |
| de Piennes             | 20 octobre 1799    | d'Aumont (Picardie)                            |        | Louis d'Aumont, 1er duc de Piennes décédé le 20 octobre 1799                                      |

## Titres réguliers éteints auXIXesiècle
Cette liste présente 75 titres réguliers éteints depuis 1800.
| Titre ducal             | Année d'extinction | Famille (région d'origine)                         | Blason | Dernier titulaire                                                                            |
| ----------------------- | ------------------ | -------------------------------------------------- | ------ | -------------------------------------------------------------------------------------------- |
| d'Aiguillon             | 4 mai 1800         | de Vignerot (Poitou)                               |        | Armand de Vignerot du Plessis de Richelieu, 5e duc d'Aiguillon décédé le 4 mai 1800          |
| d'Ancenis               | 27 octobre 1800    | de Béthune (Artois)                                |        | Armand de Béthune, 3e duc d'Ancenis décédé le 27 octobre 1800                                |
| de Chârost              | 27 octobre 1800    | de Béthune (Artois)                                |        | Armand de Béthune, 5e duc de Chârost décédé le 27 octobre 1800                               |
| d'Albret                | 7 février 1802     | de La Tour d'Auvergne (Auvergne)                   |        | Jacques-Léopold de La Tour d'Auvergne, 6e duc d'Albret décédé le 7 février 1802              |
| de Guînes               | 21 décembre 1806   | de Bonnières (Artois)                              |        | Adrien de Bonnières, 1er duc de Guînes décédé le 21 décembre 1806                            |
| de Sully                | 1er février 1807   | de Béthune (Artois)                                |        | Maximilien IX de Béthune, 9e duc de Sully décédé le 1er février 1807                         |
| de Chabot               | 29 octobre 1807    | de Rohan-Chabot (Poitou)                           |        | Louis-Antoine de Rohan-Chabot, 1er duc de Chabot décédé le 29 octobre 1807                   |
| de Cossé                | 19 juin 1813       | de Cossé-Brissac (Anjou)                           |        | Hyacinthe de Cossé-Brissac, 1er duc de Cossé décédé le 19 juin 1813                          |
| de Fleury               | 6 janvier 1815     | de Rosset de Rocozels de Fleury (Rouergue)         |        | André de Rosset de Rocozels de Fleury, 3e duc de Fleury décédé le 6 janvier 1815             |
| de Ligny                | 27 juin 1815       | Girard (Provence)                                  |        | Jean-Baptiste Girard, 1er duc de Ligny décédé le 27 juin 1815                                |
| de Castiglione          | 12 juin 1816       | Augureau (Île-de-France)                           |        | Pierre Augureau, 1er duc de Castiglione décédé le 12 juin 1816                               |
| de Bayane               | 27 juillet 1818    | de Latier de Bayane (Dauphiné)                     |        | Alphonse-Hubert de Latier de Bayane, 1er duc de Bayane décédé le 27 juillet 1818             |
| de Dantzig              | 4 septembre 1820   | Lefebvre (Alsace)                                  |        | François Lefebvre, 1er duc de Dantzig décédé le 4 septembre 1820                             |
| de Decrès               | 7 décembre 1820    | Decrès (Gévaudan)                                  |        | Denis Decrès, 1er duc Decrès décédé le 7 décembre 1820                                       |
| de La Luzerne           | 21 juin 1821       | de La Luzerne (Normandie)                          |        | César-Guillaume de La Luzerne, 1er duc de La Luzerne décédé le 21 juin 1821                  |
| de Fronsac              | 17 mai 1822        | de Vignerot (Poitou)                               |        | Armand-Emmanuel de Vignerot du Plessis de Richelieu, 7e duc de Fronsac décédé le 17 mai 1822 |
| de Bausset              | 21 juin 1824       | de Bausset-Rosuefort (Provence)                    |        | Louis-François de Bausset-Roquefort, 1er duc de Bausset décédé le 21 juin 1824               |
| de La Châtre            | 13 juillet 1824    | de La Châtre (Berry)                               |        | Claude-Louis de La Châtre, 1er duc de La Châtre décédé le 13 juillet 1824                    |
| d'Elbeuf                | 21 novembre 1825   | de Guise (Lorraine)                                |        | Charles-Eugène de Lorraine, 6e duc d'Elbeuf décédé le 21 novembre 1825                       |
| de Rethel               | 13 décembre 1826   | d'Aumont (Picardie)                                |        | Louise d'Aumont, 9e duchesse de Rethel décédée le 13 décembre 1826                           |
| de Saint-Maigrin        | 14 mars 1828       | de Quélen de Stuer de Caussade (Bretagne)          |        | Paul de Quélen de Stuer de Caussade, 1er duc de Saint-Maigrin décédé le 14 mars 1828         |
| de Saint-Aignan         | 19 décembre 1828   | de Beauvilliers (Orléanais)                        |        | Charles-Paul de Beauvilliers, 9e duc de Saint-Aignan décédé le 19 décembre 1828              |
| de Damas d'Antigny      | 5 mars 1829        | de Damas (Forez)                                   |        | Charles-César de Damas d'Antigny, 1er duc de Damas d'Antigny décédé le 5 mars 1829           |
| de Frioul               | 24 septembre 1829  | de Michel du Roc (Gévaudan)                        |        | Hortense de Michel du Roc, 2e duchesse de Frioul décédée le 24 septembre 1829                |
| de La Fare              | 10 décembre 1829   | de La Fare (Languedoc)                             |        | Anne-Louis de La Fare, 1er duc de La Fare décédé le 10 décembre 1829                         |
| de Guastalla            | 10 avril 1832      | Borghese (Toscane)                                 |        | Camille Borghèse, 1er duc de Guastalla décédé le 10 avril 1832                               |
| de Dalberg              | 27 avril 1833      | de Dalberg (Électorat de Mayence)                  |        | Emmerich de Dalberg, 1er duc de Dalberg décédé le 27 avril 1833                              |
| de Narbonne-Lara        | 10 mai 1834        | de Narbonne-Lara (Languedoc)                       |        | Philippe de Narbonne-Lara, 1er duc de Narbonne-Lara décédé le 10 mai 1834                    |
| de Guiche               | 28 août 1836       | de Gramont (Comminges)                             |        | Antoine VIII de Gramont, 1er duc de Guiche décédé le 28 août 1836                            |
| de La Vauguyon          | 24 janvier 1837    | de Quélen de Stuer de Caussade (Bretagne)          |        | Paul-Yves de Quélen de Stuer de Caussade, 3e duc de La Vauguyon décédé le 24 janvier 1837    |
| de Crussol              | 1er avril 1837     | de Crussol d'Uzès (Languedoc)                      |        | Adrien de Crussol d'Uzès, 1er duc de Crussol décédé le 1er avril 1837                        |
| de Saint-Leu            | 5 octobre 1837     | de Beauharnais (Orléanais)                         |        | Hortense de Beauharnais, 1re duchesse de Saint-Leu décédé le 5 octobre 1837                  |
| de Civrac               | 6 octobre 1837     | de Civrac (Guyenne)                                |        | Guy de Durfort-Civrac, 1er duc de Civrac décédé le 7 octobre 1837                            |
| de Duras                | 1er août 1838      | de Duras (Quercy)                                  |        | Amédée-Bretagne de Durfort, 6e duc de Duras décédé le 1er août 1838                          |
| d'Isoard                | 7 octobre 1839     | d'Isoard (Provence)                                |        | Joachim d'Isoard, 1er duc d'Isoard décédé le 7 octobre 1839                                  |
| de Croÿ-Wailly          | 14 octobre 1839    | de Croÿ (Picardie)                                 |        | Joseph de Croÿ d'Havré, 1er duc de Croÿ-Wailly décédé le 14 octobre 1839                     |
| de Latil                | 1er décembre 1839  | de Latil (Provence)                                |        | Jean-Baptiste de Latil, 1er duc de Latil décédé le 1er décembre 1839                         |
| de Gaëte                | 5 novembre 1841    | Gaudin (Île-de-France)                             |        | Martin Gaudin, 1er duc de Gaëte décédé le 5 novembre 1841                                    |
| de La Mothe-Houdancourt | 19 novembre 1842   | Walsh de Serrant (Irlande)                         |        | Louis Walsh de Serrant, 1er duc de La Mothe-Houdancourt décédé le 19 novembre 1842           |
| de Tourzel              | 13 juillet 1845    | du Bouchet de Sourches (Maine)                     |        | Olivier du Bouchet de Sourches, 2e duc de Tourzel décédé le 13 juillet 1845                  |
| de Saulx-Tavannes       | 11 novembre 1845   | de Saulx (Bourgogne)                               |        | Roger-Gaspard de Saulx, 2e duc de Saulx-Tavannes décédé le 11 novembre 1845                  |
| de Tavannes             | 11 novembre 1845   | de Saulx (Bourgogne)                               |        | Roger-Gaspard de Saulx, 3e duc de Tavannes décédé le 11 novembre 1845                        |
| de Damas-Crux           | 28 mai 1846        | de Damas (Forez)                                   |        | Étienne de Damas-Crux, 1er duc de Damas-Crux décédé le 28 mai 1846                           |
| de Laval                | 2 avril 1851       | de Montmorency (Île-de-France)                     |        | Eugène de Montmorency-Laval, 4e duc de Laval décédé le 2 avril 1851                          |
| de Raguse               | 2 mars 1852        | Viesse de Marmont (Bourgogne)                      |        | Auguste Viesse de Marmont, 1er duc de Raguse décédé le 2 mars 1852                           |
| de Lauragais            | 2 mai 1852         | de Brancas (Provence)                              |        | Louis de Brancas, 4e duc de Lauragais décédé le 2 mai 1852                                   |
| de Villars-Brancas      | 2 mai 1852         | de Brancas (Provence)                              |        | Louis de Brancas, 7e duc de Villars-Brancas décédé le 2 mai 1852                             |
| d'Istrie                | 21 juillet 1856    | Bessières (Quercy)                                 |        | Napoléon Bessières, 2e duc d'Istrie décédé le 21 juillet 1856                                |
| de Dalmatie             | 31 décembre 1857   | Soult de Dalmatie (Languedoc)                      |        | Napoléon-Hector Soult de Dalmatie, 2e duc de Dalmatie décédé le 31 décembre 1857             |
| de Châtillon            | 3 mars 1861        | de Montmorency (Île-de-France)                     |        | Charles-Sigismond de Montmorency-Luxembourg, 5e duc de Châtillon décédé le 3 mars 1861       |
| de Gontaut              | 7 avril 1862       | de Montaut (Armagnac)                              |        | Joséphine de Montaut-Navailles, 1re duchesse de Gontaut décédé le 7 avril 1862               |
| de Lévis                | 9 février 1863     | de Lévis (Île-de-France)                           |        | Gaston de Lévis, 3e duc de Lévis décédé le 9 février 1863                                    |
| de Malakoff             | 22 mai 1864        | Pélissier (Normandie)                              |        | Aimable Pélissier, 1er duc de Malakoff décédé le 22 mai 1864                                 |
| de Coigny               | 2 mai 1865         | de Franquetot de Coigny (Normandie)                |        | Auguste de Franquetot de Coigny, 3e duc de Coigny décédé le 2 mai 1865                       |
| de Caderousse           | 25 septembre 1865  | de Gramont (Comminges)                             |        | Ludovic de Gramont, 8e duc de Caderousse décédé le 25 septembre 1865                         |
| de Valmy                | 2 octobre 1868     | de Kellermann (Alsace)                             |        | François de Kellermann, 3e duc de Valmy décédé le 2 octobre 1868                             |
| d'Isly                  | 26 octobre 1868    | Bugeaud de La Piconnerie (Périgord)                |        | Charles Bugeaud de La Piconnerie, 2e duc d'Isly décédé le 26 octobre 1868                    |
| de Crillon              | 22 avril 1870      | de Berton des Balbes de Crillon (Comtat Venaissin) |        | Rodrigue de Berton des Balbes de Crillon, 2e duc de Crillon décédé le 22 avril 1870          |
| de Rovigo               | 7 juillet 1872     | Savary (Lorraine)                                  |        | René-Napoléon Savary, 2e duc de Rovigo décédé le 7 juillet 1872                              |
| de Montmorot            | 11 septembre 1873  | Muñoz (Espagne)                                    |        | Agustín Muñoz y Sánchez, 1er duc de Montmorot décédé le 11 septembre 1873                    |
| d'Esclignac             | 27 décembre 1873   | de Preissac (Bazadais)                             |        | Charles-Philippe de Preissac d'Esclignac, 2e duc d'Esclignac décédé le 27 décembre 1873      |
| de Fimarcon             | 27 décembre 1873   | de Preissac (Bazadais)                             |        | Charles-Philippe de Preissac d'Esclignac, 2e duc de Firmacon décédé le 27 décembre 1873      |
| de Beaumont             | 14 janvier 1878    | de Montmorency (Île-de-France)                     |        | Joseph de Montmorency-Beaumont, 3e duc de Beaumont décédé le 14 janvier 1878                 |
| de Piney-Luxembourg     | 14 janvier 1878    | de Montmorency (Île-de-France)                     |        | Joseph de Montmorency-Beaumont, 10e duc de Piney-Luxembourg décédé le 14 janvier 1878        |
| de Cambacérès           | 12 juillet 1881    | de Cambacérès (Languedoc)                          |        | Pierre-Hubert de Cambacérès, 1er duc de Cambacérès décédé le 12 juillet 1881                 |
| de Périgord             | 8 avril 1883       | de Talleyrand-Périgord (Périgord)                  |        | Hélie de Talleyrand-Périgord, 3e duc de Périgord décédé le 8 avril 1883                      |
| de Persigny             | 18 novembre 1885   | Fialin de Persigny (Lyonnais)                      |        | Jean Fialin de Persigny, 2e duc de Persigny décédé le 18 novembre 1885                       |
| de La Croix de Castries | 19 avril 1886      | de La Croix de Castries (Languedoc)                |        | Edmond de La Croix de Castries, 3e duc de Castries décédé le 19 avril 1886                   |
| d'Aumont                | 5 mars 1888        | d'Aumont (Picardie)                                |        | Louis-Marie d'Aumont, 10e duc d'Aumont décédé le 5 octobre 1888                              |
| de Villequier           | 5 mars 1888        | d'Aumont (Picardie)                                |        | Louis-Marie d'Aumont, 4e duc de Villequier décédé le 5 octobre 1888                          |
| de Padoue               | 28 mars 1888       | Arrighi de Casanova (Corse)                        |        | Ernest Arrighi de Casanova, 2e duc de Padoue décédé le 28 mars 1888                          |
| de Rivière              | 31 août 1890       | de Riffardeau de Rivière (Berry)                   |        | Louis de Riffardeau de Rivière, 3e duc de Rivière décédé le 31 août 1890                     |
| de Cadore               | 29 mars 1893       | de Nompère de Champagny (Forez)                    |        | Jérôme-Paul de Nompère de Champagny, 5e duc de Cadore décédé le 29 mars 1893                 |
| de Vivence              | 28 février 1896    | de Caulaincourt (Picardie)                         |        | Armand-Adrien de Caulaincourt, 2e duc de Vivence décédé le 28 février 1896                   |

## Titres réguliers éteints auXXesiècle
Cette liste présente 27 titres réguliers éteints depuis 1900.
| Titre ducal              | Année d'extinction | Famille (région d'origine)             | Blason | Dernier titulaire                                                                        |
| ------------------------ | ------------------ | -------------------------------------- | ------ | ---------------------------------------------------------------------------------------- |
| d'Abrantès               | 22 octobre 1982    | Le Ray (Normandie)                     |        | Maurice Le Ray, 6e duc d'Abrantès décédé le 22 octobre 1982                              |
| d'Avaray                 | 27 février 1941    | de Bésiade d'Avaray (Navarre)          |        | Édouard de Bésiade d'Avaray, 7e duc d'Avaray décédé le 27 février 1941                   |
| de Bassano               | 8 mai 1906         | Maret de Bassano (Bourgogne)           |        | Napoléon Maret de Bassano, 3e duc de Bassano décédé le 8 mai 1906                        |
| de Bellune               | 15 février 1917    | Perrin de Bellune (Lorraine)           |        | Jules Perrin de Bellune, 4e duc de Bellune décédé le 15 février 1917                     |
| de Berghes               | 6 juillet 1906     | de Berghes-Saint-Winock (Flandre)      |        | Eugène de Berghes-Saint-Winock, 2e duc de Berghes décédé le 6 juillet 1906               |
| de Caylus                | 11 février 1905    | Robert de Lignerac (Limousin)          |        | François-Joseph Robert de Lignerac, 4e duc de Caylus décédé le 11 février 1905           |
| de Conegliano            | 14 juin 1901       | Duchesne de Gillevoisin (Paris)        |        | Adrien Duchesne de Gillevoisin, 3e duc de Conegliano décédé le 14 juin 1901              |
| de Doudeauville          | 29 avril 1995      | de La Rochefoucauld (Angoumois)        |        | Armand de La Rochefoucauld, 7e duc de Doudeauville décédé le 29 avril 1995               |
| d'Elchingen              | 18 décembre 1969   | Ney (Picardie)                         |        | Michel Ney, 5e duc d'Elchingen décédé le 18 décembre 1969                                |
| de Fezensac              | 30 septembre 1913  | de Montesquiou-Fezensac (Gascogne)     |        | Philippe de Montesquiou-Fezensac, 3e duc de Fezensac décédé le 30 septembre 1913         |
| de Fitz-James            | 19 janvier 1967    | de Fitz-James (Angleterre)             |        | Jacques de Fitz-James, 10e duc de Fitz-James décédé le 19 janvier 1967                   |
| de Gadagne               | 21 février 1925    | de Galléan (Comtat Venaissin)          |        | Henri de Galléan, 2e duc de Gadagne décédé le 21 février 1925                            |
| de Marmier               | 16 janvier 1947    | de Marmier (Bourgogne)                 |        | Étienne de Marmier, 4e duc de Marmier décédé le 16 janvier 1947                          |
| de Massa                 | 14 janvier 1962    | Régnier (Lorraine)                     |        | André Régnier, 5e duc de Massa décédé le 14 janvier 1962                                 |
| de Montmorency           | 26 septembre 1951  | de Talleyrand-Périgord (Périgord)      |        | Napoléon-Louis de Talleyrand-Périgord, 8e duc de Montmorency décédé le 26 septembre 1951 |
| de Morny                 | 18 septembre 1943  | de Morny (Paris)                       |        | Antoine de Morny, 4e duc de Morny décédé le 18 septembre 1943                            |
| de Narbonne-Pelet        | 8 septembre 1901   | de Narbonne-Pelet (Languedoc)          |        | Joseph de Narbonne-Pelet, 3e duc de Narbonne-Pelet décédé le 8 septembre 1901            |
| de Plaisance             | 10 juillet 1926    | de Maillé de La Tour-Landry (Touraine) |        | François de Maillé de La Tour-Landry, 6e duc de Plaisance décédé le 10 juillet 1926      |
| de Reggio                | 26 juin 1956       | Oudinot de Reggio (Lorraine)           |        | Henri Oudinot de Reggio, 5e duc de Reggio décédé le 26 juin 1956                         |
| de Richelieu             | 30 juin 1952       | Chapelle de Jumilhac (Périgord)        |        | Marie-Odet Chapelle de Jumilhac, 8e duc de Richelieu décédé le 30 juin 1952              |
| de Talleyrand            | 20 mars 1968       | de Talleyrand-Périgord (Périgord)      |        | Hélie de Talleyrand-Périgord, 7e duc de Talleyrand décédé le 20 mars 1968                |
| de Tarente               | 14 février 1912    | MacDonald (Écosse)                     |        | Fergus MacDonald, 3e duc de Tarente décédé le 14 février 1912                            |
| de Tascher de La Pagerie | 3 août 1901        | de Tascher de La Pagerie (Perche)      |        | Louis de Tascher de La Pagerie, 2e duc de Tascher de La Pagerie décédé le 3 août 1901    |
| de Thouars               | 9 décembre 1933    | de La Trémoille (Poitou)               |        | Louis VI de La Trémoille, 12e duc de Thouars décédé le 9 décembre 1933                   |
| de Trévise               | 9 septembre 1946   | Mortier de Trévise (Artois)            |        | Édouard Mortier de Trévise, 5e duc de Trévise décédé le 9 septembre 1946                 |
| de Valentinois           | 9 mai 1949         | Grimaldi (Monaco)                      |        | Louis II de Monaco, 8e duc de Valentinois décédé le 9 mai 1949                           |
| de Wagram                | 30 mai 1918        | Berthier de Wagram (Champagne)         |        | Louis Berthier de Wagram, 3e duc de Wagram décédé le 30 mai 1918                         |

## Titres réguliers éteints auXXIesiècle
Cette liste présente 1 titre régulier éteint depuis 2000.
| Titre ducal | Année d'extinction | Famille (région d'origine) | Blason | Dernier titulaire                                       |
| ----------- | ------------------ | -------------------------- | ------ | ------------------------------------------------------- |
| de Feltre   | 11 mai 2021        | de Goyon (Bretagne)        |        | Michel de Goyon, 5e duc de Feltre décédé le 11 mai 2021 |